# 剖齒龍屬
剖齒龍屬（學名：Koparion）是獸腳亞目恐龍的一屬，目前的研究甚少。模式種是道氏剖齒龍（K. douglassi），是在1994年被描述、命名的。牠的化石只有牙齒，被認為是屬於虛骨龍類，有可能是傷齒龍科。這些化石是發現於美國猶他州，地質年代被估計可追溯至侏羅紀晚期的啟莫里階，約1億5100萬年前。莫里遜組的剖齒龍化石，發現於第6地層帶。

## 外部連結
- 傷齒龍科